# Au-delà de la peine
 (décembre 2013).
Si vous disposez d'ouvrages ou d'articles de référence ou si vous connaissez des sites web de qualité traitant du thème abordé ici, merci de compléter l'article en donnant les références utiles à sa vérifiabilité et en les liant à la section « Notes et références ».
Pour plus de détails, voir Fiche technique et Distribution.
Au-delà de la peine est un documentaire réalisé en 2003 par la franco-camerounaise Osvalde Lewat-Hallade sur un détenu qui est resté 33 ans en prison au Cameroun.

## Synopsis
« Quand je fais le bilan de ma propre vie je vois que je suis un perdant total ». Voici ce que dit Léppé, sans rancœur ni agressivité. Il a 58 ans, et sort tout juste de prison où il a été « oublié » pendant 33 ans, alors qu'il n'y était entré « que » pour 4 ans. Léppé est le plus vieux prisonnier du Cameroun. Emprisonné le 10 novembre 1969 pour fabrication de fausses pièces d'identité, il ne ressort de la prison centrale de Yaoundé qu'en août 2002. Pendant que son ancienne femme a trouvé un autre mari, une partie de sa famille, découragée de ne jamais voir de fin heureuse à cet imbroglio judiciaire et administratif, l'abandonne à son sort ; il n'est que son avocat pour garder espoir de réussir à le faire sortir, car les dossiers se sont perdus dans les méandres de la justice et au cours des déménagements et changements de locaux successifs,.

## Fiche technique
- Titre : Au-delà de la peine
- Réalisation : Osvalde Lewat-Hallade
- Production : Malo Pictures, Agence Intergouvernementale de la Francophonie, Ministère de la Communication (Cameroun), Cellule Audiovisuelle (CELAV), Conseil International des Radio-Cinema du Cameroun (CIRTEF)[3].
- Musique : Hubert Atangana
- Image : Claude Pountu, Louis-Paul, Ntsa Témé, Michel Mama Mvogo
- Montage : Denis Le Pavem
- Son : Antoine Mbesse Amougu
- Langue : français
- Format :  DVC-PRO, diffusion BétaSP
- Genre : documentaire
- Durée : 52 minutes
- Date de sortie : 2003
- Distribution : Waza Images

## Récompenses
Le film obtient le Grand prix du film de télévision au Portugal et le prix des droits humains au festival Vues d'Afrique de Montréal.